# Tauchen

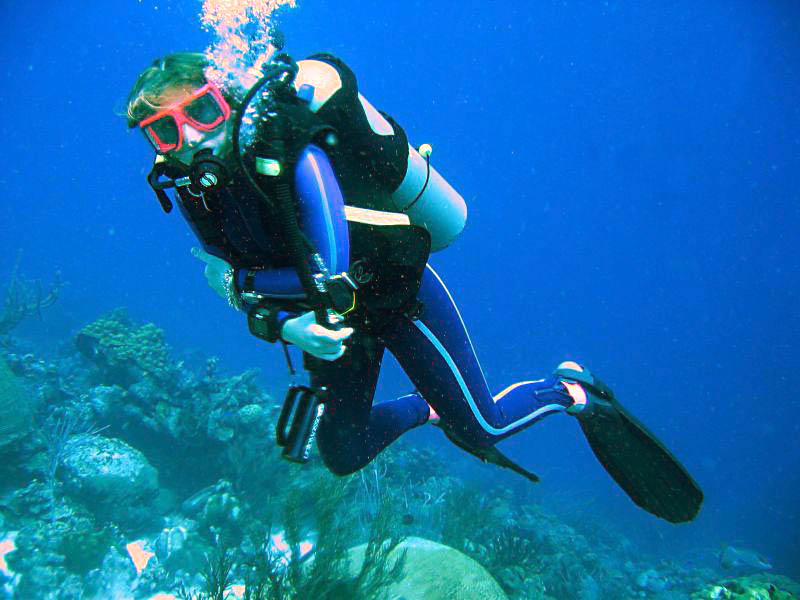
Sporttaucherin

Als Tauchen wird im Allgemeinen das Eindringen eines Körpers in eine Flüssigkeit bezeichnet. In der Regel ist damit das Tauchen von Menschen unter Wasser gemeint. Im Gegensatz zum Schwimmen und Schnorcheln ist beim Tauchen der gesamte Körper unter der Wasseroberfläche. Die Bedingungen über dem Wasser unterscheiden sich stark von denen, die unter Wasser herrschen, was besondere Anforderungen an den Menschen und die Technik stellt, denen mit besonderen erlernten Fähigkeiten und entsprechender Ausrüstung begegnet wird. Personen werden Taucher genannt.

## Geschichte des Tauchens
Die Geschichte des Tauchens beginnt ca. 4500 v. Chr. mit der Ernte von Schwämmen, Perlen und Korallen. In der Antike sollen auch Taucher bei Kampfeinsätzen gegen feindliche Schiffe eingesetzt worden sein. Gegen Ende des 18. Jahrhunderts beginnt die Verwendung von Helmtauchgeräten am Grund des Gewässers. Die ersten leichteren Schwimmtauchgeräte gab es in der ersten Hälfte des 20. Jahrhunderts.
Die Geburtsstunde des heute praktizierten Sporttauchens liegt in den 1950er/60er Jahren, nachdem in den Jahren davor Forscher und Erfinder wie Hans Hass und Jacques-Yves Cousteau die ersten praxistauglichen Tauchgeräte entwickelt hatten. Zu dieser Zeit ging der Tauchsport immer mehr vom Freitauchen (Luftanhalten bzw. Apnoetauchen) zum Gerätetauchen über und die ersten Tauchorganisationen wurden gegründet.

## Sporttauchen

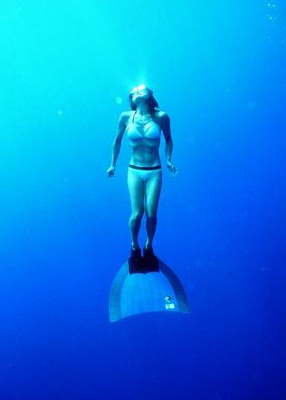
Apnoetaucherin mit Monoflosse

Tauchen als Freizeitbeschäftigung wird als Sport- oder Freizeittauchen bezeichnet und hat sich in unterschiedliche Unterbereiche aufgeteilt. Die Unterschiede lassen sich dabei einerseits an der Art und dem Umfang der verwendeten Ausrüstung und andererseits an dem beim Tauchen verfolgten Ziel festmachen.

### Apnoetauchen
Apnoetauchen ist die älteste und ursprünglichste Form des Tauchens. Das Tauchen erfolgt mit angehaltenem Atem ohne künstliche Atemluftversorgung, wobei der Taucher oft nur mit einer ABC-Tauchausrüstung und einem Tauchanzug ausgestattet ist. Apnoetauchen wird sowohl als Breiten- wie als wettkampfmäßiger Extremsport betrieben. Es existieren unterschiedliche Disziplinen wie statisches Zeittauchen, Streckentauchen oder Tieftauchen. Die weltweit größte Verbreitung hat das Apnoetauchen jedoch in Form der Unterwasserjagd.

#### Schnorcheln
Eine Sonderform des Apnoetauchens ist das Schnorcheln. Der Taucher oder Schnorchler schwimmt unter Verwendung eines Schnorchels an der Wasseroberfläche und taucht kurzzeitig ohne Atemgerät in geringe Tiefen. Häufig wird zur Beobachtung der Unterwasserwelt oder bei der Wasserrettung geschnorchelt.

#### Unterwassersportarten
Die Unterwassersportarten Unterwasser-Rugby und Unterwasserhockey verwenden an der Oberfläche Schnorchel, um dem Spiel zu folgen. Die Spieler tauchen allerdings ab, um ins Spielgeschehen einzugreifen und sind dann Apnoetaucher.

### Gerätetauchen

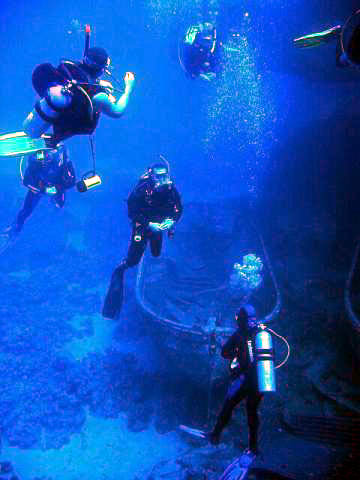
Eine Gruppe von Gerätetauchern

Beim Gerätetauchen verwendet der Taucher ein Drucklufttauchgerät (SCUBA) oder ein Kreislauftauchgerät (Rebreather), um unter Wasser überleben zu können. Durch die künstliche Atemgasversorgung sind Tauchgänge von mehreren Stunden möglich. Meist stehen die körperliche Betätigung, der Spaß, die Erholung, das Abenteuer und Naturbeobachtungen im Vordergrund der Motivation des Tauchens. Das Gerätetauchen ist heute weltweit seine meistverbreitete Art. Jährlich werden etwa 1,7 Millionen Menschen als Gerätetaucher ausgebildet. Beim Sporttauchen wird in der Regel Druckluft oder Nitrox als Atemgas verwendet und nicht, wie manchmal vermutet wird, reiner Sauerstoff. Dieser wirkt abhängig von der Einwirkzeit ab einem Partialdruck von 1,4 bis 1,6 Bar (ab ca. 6–7 Metern Tiefe bei Verwendung von reinem Sauerstoff bzw. etwa 57 Metern bei Einsatz von Pressluft mit 21 % Sauerstoff) toxisch auf das Zentralnervensystem und erzeugt eine Sauerstoffvergiftung. Deshalb überschreiten Sporttaucher normalerweise eine Tauchtiefe von 50 Metern nicht (Einige wenige Tauchorganisationen erlauben sogar 60 Meter.) und halten sich nur rund eine Stunde unter Wasser auf. Meist wird zur Erhöhung der Sicherheit in einem Buddyteam oder einer kleinen Gruppe getaucht. Für Gerätetaucher gibt es eine große Auswahl an Ausrüstungsgegenständen und ein reichhaltiges Angebot zur Tauchausbildung.

#### Technisches Tauchen
Das technische Tauchen (Tec-Diving) ist eine immer populärer werdende Sonderform des Gerätetauchens, die es Freizeittauchern ermöglicht, mit Techniken und Verfahren, die ursprünglich dem Berufstauchen vorbehalten waren, tiefere und längere Tauchgänge zu unternehmen. Die Grenze zum normalen Gerätetauchen ist fließend. Ursprünglich sprach man von technischem Tauchen, wenn bei einem einzigen Tauchgang das Atemgasgemisch mehrfach gewechselt wird. Heute gibt es auch vom Atemgas unabhängige Definitionen.
In der Regel wird bei einem einzigen tiefen Tauchgang das Atemgasgemisch mehrfach gewechselt, da jedes Gemisch bei unterschiedlichen Tiefen verschiedene Vorteile und Gefahren mit sich bringt. Dies hat zur Folge, dass manche Taucher mit zahlreichen Flaschen versehen ins Wasser steigen, siehe dazu auch Sidemount-Tauchen. Technische Taucher verwenden Ausrüstungsteile wie zum Beispiel Wing-Jackets, Vollmasken, Stage-Flaschen, Backplate mit Harness und anderes, die über das übliche Niveau des Sporttauchen hinausgehen. Technisches Tauchen erfordert wegen der abweichenden Ausrüstungen und den speziellen Atemgasen jeweils spezifische, weitergehende Ausbildungen.

### Formen des Sporttauchens
Für Sporttaucher gibt es einige spezielle Formen, die nicht selten auch spezielle Kenntnisse und eine tiefergehende Ausbildung voraussetzen:
Eistauchen: Als Eistauchen bezeichnet man das Tauchen unter einer geschlossenen Eisdecke. Besondere Gefahren sind hier in erster Linie die Auswirkung der niedrigen Wassertemperatur auf Taucher und Gerät sowie die nahezu ausgeschlossene Möglichkeit, die Einstiegsöffnung ohne Führungsleine wiederzufinden.
Historisches Tauchen: In letzter Zeit wächst auch unter Sporttauchern das Interesse an alter Tauchtechnik. Insbesondere Helmtauchgeräte, wie sie zwischen 1900 und 1950 den Stand der Technik darstellten, aber nach und nach aus der Berufstaucherei verschwanden, finden hier neue Beachtung. Im Vordergrund steht hier das Erleben des Umgangs mit alter Technik, vergleichbar mit der Liebhaberei von Oldtimern.
Höhlentauchen: Viele Höhlen sind ganz oder teilweise mit Wasser gefüllt, sie tauchend zu erkunden stellt einen besonderen Reiz dar. Damit verbunden sind jedoch Gefahren eigener Art, insbesondere Enge, Dunkelheit und die Gefahr, die Orientierung zu verlieren. Da der Höhlentaucher in der Regel keine Möglichkeit hat, in Gefahrensituationen kurzfristig aufzutauchen, muss er über ein besonders hohes Maß an Selbstkontrolle verfügen und auch in technischer Hinsicht vorsorgen. Hierzu dienen vor allem ein erheblich größerer Luftvorrat, redundante Ausrüstung und die Verwendung einer Führungsleine.
Orientierungstauchen: Beim Orientierungstauchen geht es um schnelles und genaues Tauchen. Diese Wettkampfsportart vereint Elemente des Orientierungslaufes und des Flossenschwimmens.
Solotauchen: Beim Solotauchen wird nicht wie sonst üblich mit einem Buddy getaucht. Dies hat aus Sicht einiger Taucher Vorteile, erfordert aber zusätzliche Ausrüstung und Ausbildung.
Unterwasserfotografie und Unterwasservideografie: Mit speziellen Kameras oder konventioneller Fotoausrüstung in wasser- und druckdichten Gehäusen ist es möglich, unter Wasser Foto- und Videoaufnahmen zu fertigen. Diese besondere Form der Foto- und Videografie findet nicht nur im professionellen Bereich, sondern auch im Tauchsport Anwendung.

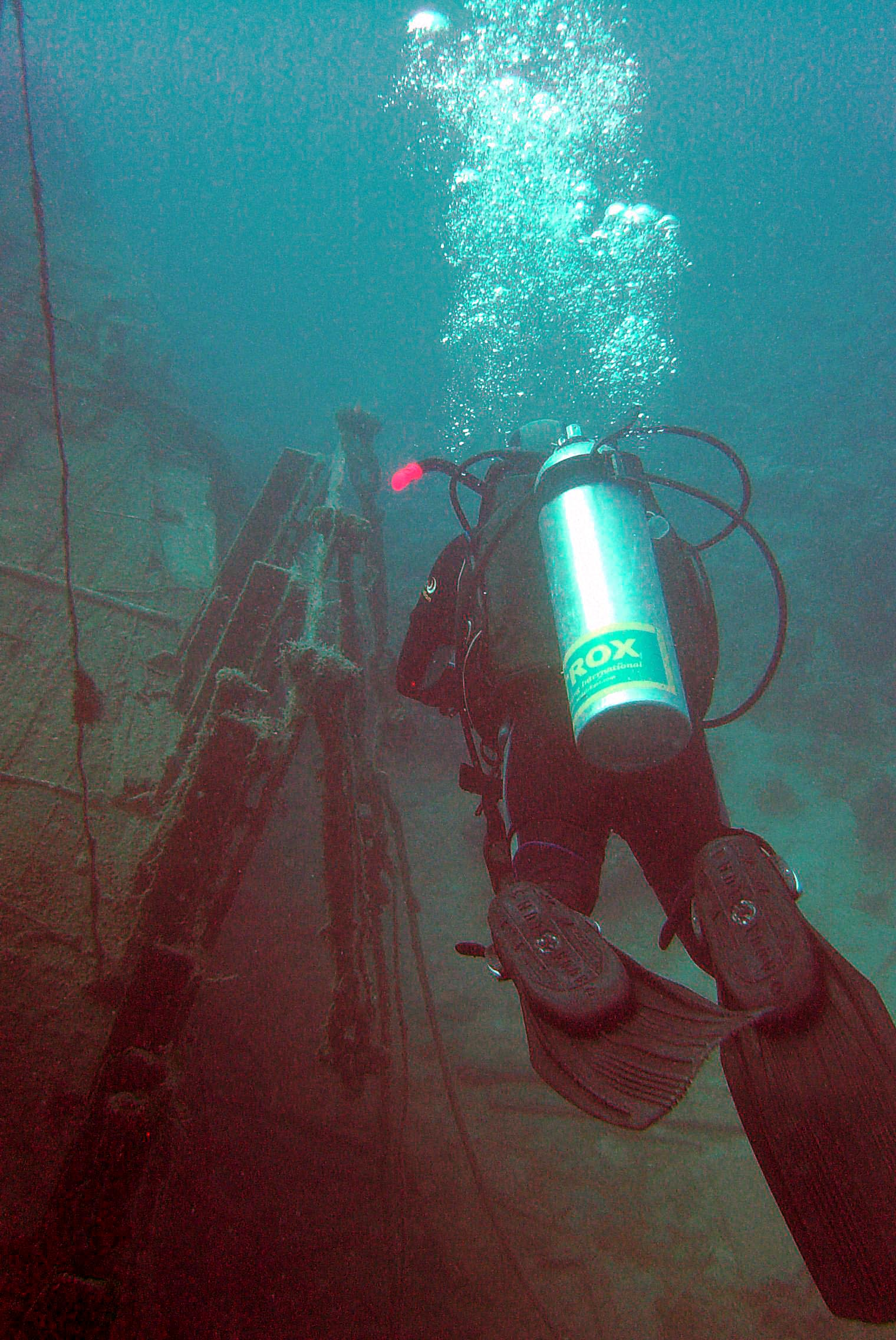
Wracktauchen

Wracktauchen: Schiffswracks stellen besondere Anziehungspunkte für Taucher dar, einerseits aus Interesse am versunkenen Schiff selbst, aber auch wegen der oft bemerkenswerten Tier- und Pflanzenwelt, die solche Artefakte als neuen Lebensraum bewohnen. Das Wracktauchen birgt jedoch Gefahren: Andersartige Strömungsverhältnisse, hängengebliebene Fischernetze, hervorstehende, scharfe Kanten und, sofern man in das Wrack eindringt, die Gefahr des Hängen- oder Steckenbleibens sowie der Orientierungsverlust.

### Umwelt- und Denkmalschutz
Die in den 1950er Jahren beginnende Popularisierung des Tauchsports zog zunächst teilweise erhebliche Umweltschäden nach sich. Insbesondere der Umstand, dass Tauchgeräte bedenkenlos, dafür aber mit großem Erfolg bei der Unterwasserjagd und der Bergung von Altertümern eingesetzt wurden, führte an manchen Orten zur Vernichtung des Habitats und der Nahrungsquellen von Tier- und Pflanzenwelt sowie zur unwiederbringlichen Zerstörung von archäologischen Fundstätten. Daher haben einerseits die staatlichen Behörden Schutzvorschriften erlassen oder sogar bestimmte Bereiche gänzlich für das Tauchen gesperrt. Die Erhaltung einer intakten Umwelt und der Fundstätten liegt auch im eigenen Interesse der Taucher, was Tauchorganisationen dazu veranlasste, Verhaltenskodizes und spezielle Kurse auszuarbeiten, die zu umwelt- und denkmalgerechtem Tauchen anhalten sollen. Dies verhindert, dass Sporttaucher Gesetzesverstöße begehen, die mit teilweise drastischen Strafen belegt sind. Die Beachtung dieser Prämissen macht das Tauchen zu einer Sportart, welche umweltverträglich ist und es ermöglicht, ungeahnte Einblicke in die Unterwasserbiologie oder auch in die Kulturgeschichte zu erhalten.
Durch Sporttaucher werden auch nicht selten Gewässerteile von Abfall befreit oder neue künstliche Habitate, wie beispielsweise künstliche Korallenriffe geschaffen.

### Tauchen mit Behinderung
Auch Menschen mit Behinderung haben mittlerweile vielseitige Möglichkeiten zur Ausübung des Tauchsportes. Neben der wissenschaftlichen Auseinandersetzung kommt es zu einem bemerkenswerten ehrenamtlichen Engagement in diesem Bereich des Tauchsports. Die Ausbildungsanforderungen sind gegenüber den Nichtbehinderten keineswegs verringert, sondern eher erhöht. Der Grund liegt darin, dass trotz möglicherweise eingeschränkten Fähigkeiten des Tauchschülers der gleiche Sicherheitsstandard wie bei einem nichtbehinderten Gerätetaucher einzuhalten ist. Tauchbegleiter für Behinderte sollten idealerweise erfahrene Sporttaucher mit einer entsprechenden Zusatzausbildung sein, in der die künftigen Begleiter auf die Besonderheiten des Tauchens mit Behinderten vorbereitet werden.
Im kulturellen Begleitprogramm der Paralympics 2012 hat die britische Performance-Künstlerin Sue Austin mit einem selbst entwickelten Rollstuhl mit Propeller-Antrieb ein Unterwasser-Ballett choreografiert.

### Kindertauchen
Ab einem Alter von etwa 8 Jahren ist es für Kinder möglich, mit für sie angepasster Ausrüstung in auf Kinder ausgerichteten Tauchkursen das Tauchen zu erlernen. Kinder tauchen immer in einem Buddyteam mit einem Erwachsenen. Die Brevetierungen, die Kinder so erlangen können, sind gegenüber Erwachsenen-Brevets meist in der maximalen Tiefe und Anzahl Tauchgänge pro Tag eingeschränkt, da es nach wie vor keine abschließenden Ergebnisse darüber gibt, wie sich die veränderten Anforderungen an den Körper auf den Organismus eines Kindes auswirken. Kinder reagieren anders als Erwachsene auf Gefahren oder Zwischenfälle und können so unter Wasser zu einem erhöhten Risiko für sich selbst und den sie begleitenden erwachsenen Buddys werden. Ab einem Alter von 15 oder 16 Jahren werden Jugendliche meist ohne Einschränkung zu den Tauchkursen für Erwachsene zugelassen. Tauchführer- und Tauchlehrer-Ausbildungen bleiben aber jungen Erwachsenen ab einem Alter von 18 oder 20 Jahren vorbehalten, weil sich bei diesen Tätigkeiten auch rechtliche Fragen auftun können. Tauchlehrer dürfen nur nach einer Zusatzausbildung, die sie zu Kindertauchlehrern befähigt, Kinder unterrichten, prüfen und brevetieren.

### Pädagogisches Tauchen
Seit Mitte der 1990er Jahre entwickeln sich zunehmend auch tauchpädagogische Angebote für verhaltensauffällige Kinder und Jugendliche. Gerade in diesen Bereichen findet eine wissenschaftliche Auseinandersetzung statt, die nicht mehr nur die Sportart an sich zum Gegenstand hat, sondern sich auch um psychologische, pädagogische und sogar psychiatrische Fragen dreht. Einen wesentlichen Beitrag dazu haben die Erkenntnisse aus der Tauchpsychologie geleistet. Emotionspsychologische und erlebnispädagogische Untersuchungen zeigen mittlerweile erstaunliche Erfolge und bestätigen die praktischen Erfahrungen der Pioniere auf diesem Gebiet. Auch Menschen mit geistiger Behinderung können von diesen Ergebnissen profitieren.

## Berufstauchen

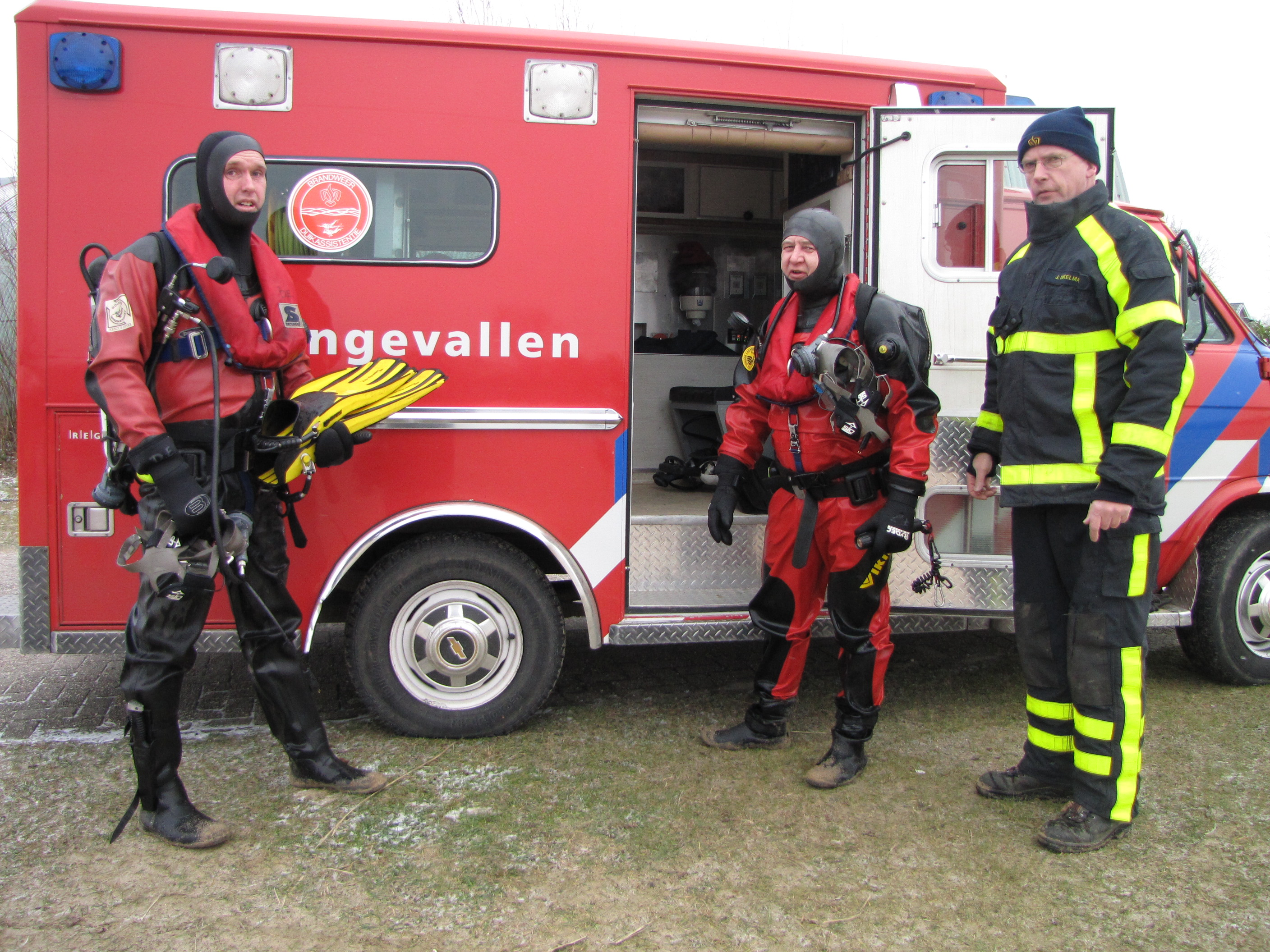
Rettungstaucher der Feuerwehr in Oude IJsselstreek

Das Ausführen gewerblicher Arbeiten unter Wasser ist die Aufgabe der Berufstaucher. Das Tätigkeitsspektrum ist sehr vielfältig, beispielsweise:
- Bauarbeiten, insbesondere Errichtung, Instandhaltung und Abbruch von Wasserbauwerken sowie Bauarbeiten an Land im Grundwasserbereich
- Überprüfungsarbeiten an Wasserbauwerken, Schiffen, Wasserstraßen, Wracks, Brunnen, Klärwerken etc.
- Bergungsarbeiten
- Rettungsarbeiten
- Aufgaben von Polizei und Landesverteidigung
- Signalisation der Wasserwege.
- Professionelle Taucher tauchen nach Hummer[8], Muscheln, Schwämmen.

Entsprechend breit gefasst ist das Spektrum der Stellen, die Taucher beschäftigen oder beauftragen:
- Kleingewerbe: gewerbliche Bau- und Unterhaltsarbeiten unter Wasser oder Bergungsarbeiten
- Industrie: als Industrietaucher im Tiefbau, Anlagenbau oder als Offshore-Taucher (zum Beispiel in der Ölindustrie), Reinigungs- und Instandsetzungsarbeiten in Klärwerken und an Einbauten in Gewässer
- Einsatztaucher: Rettungskräfte wie Feuerwehr (Feuerwehrtaucher), Polizei (Polizeitaucher), Wasserrettung, Wasserwacht und Katastrophenschutz (Rettungstauchen)
- Öffentlicher Dienst: bei Zoll, Polizei und Wasser- und Schifffahrtsbehörden.
- Militär: als Einsatztaucher, Minentaucher, Kampfschwimmer, Schwimmtaucher, Schiffstaucher und Pioniertaucher
- Forschung: bei wissenschaftlichen Instituten und ozeanografischen Forschungseinrichtungen als Forschungstaucher, z. B. als Unterwasserarchäologe.

Den Berufstauchern zuzurechnen sind auch die Tauchlehrer, die sich beruflich mit der Ausbildung von Tauchern befassen. Ortskundige Tauch-Guides arbeiten auf vielen Tauchbasen ebenfalls professionell. Ein Golfballtaucher birgt Golfbälle aus Teichen von Golfplätzen.
In Entwicklungsländern gibt es Schatztaucher oder Goldgräber, welche mit altmodischer Ausrüstung und unter Missachtung aller Sicherheitsrichtlinien für kleine Gehälter tauchen.

### Sättigungstauchen
Mit dem Sättigungstauchen wird im Bereich der Berufstaucher dem Problem der erhöhten Dekompressionszeiten bei Tieftauchgängen begegnet. Dabei nutzt man die Tatsache, dass die Gasaufnahme des Organismus bei erhöhtem Druck irgendwann begrenzt ist. Nach einer bestimmten Zeit unter hohem Wasserdruck ist der Körper gesättigt, eine Verlängerung der Tauchzeit führt nicht zu einer noch längeren Dekompressionszeit. Da die Dekompressionszeit z. B. nach einem Tauchgang bis 200 m Tiefe bis zu sieben Tage betragen kann, kann sie nicht im Wasser verbracht werden. Dazu verwendet man heutzutage eine Dekompressionskammer, die einen allmählichen Aufstieg um rund 30 m pro Tag simuliert.
Diese Technologie kommt besonders bei Unterwasserstationen zum Einsatz. Ein Taucher, der sich in einer solchen Station für mehr als 24 Stunden aufhält, wird als Aquanaut bezeichnet.

## Gefahren
Beim Tauchen begibt sich der Mensch in eine Umgebung, für die er durch seine biologischen Anlagen nicht geschaffen ist und in der er ohne technische Unterstützung nur kurze Zeit überleben kann. Zudem gibt es nur wenige andere Gelegenheiten, bei denen ein Mensch so unmittelbar mit verschiedenen physikalischen Gegebenheiten konfrontiert wird, wie beim Gerätetauchen.
Statistisch gesehen ist Tauchen eine sehr sichere Sportart. Laut der langjährigen internationalen Statistik von Divers Alert Network (DAN) gibt es 4,7 tödliche Tauchunfälle pro einer Million Tauchgängen. Eine Million Tauchgänge entspricht etwa einer totalen Tauchzeit von mindestens 85 Jahren. Im Vergleich dazu kam es im Jahr 2014 in Deutschland zu 4,9 pro einer Million Todesfällen durch Ertrinken.
Jede Art des Tauchens hat ihre speziellen Gefahren und potenzielle Risiken, was den Besuch einer soliden Tauchausbildung unabdingbar macht, um die theoretischen und praktischen Kenntnisse im Umgang mit der Tauchausrüstung, der Tauchgangplanung und das richtige Verhalten im Wasser zu erlernen. Tauchorganisationen bieten Kurse an, in denen Taucher ihr Wissen und ihre Fähigkeiten erlernen und erweitern können. Die wichtigsten Risiken sind:
- Nichteinhalten der Limits, (die Gründe sind menschliche Fehleinschätzung sowie Selbstüberschätzung)
- Dekompressionskrankheit bei zu schnellem Auftauchen (Dekompression)
- Barotraumen durch mangelhaften Druckausgleich beim Abtauchen
- unkontrolliertes Handeln, ausgelöst durch Panikattacken unter Wasser
- Verlust des Bewusstseins durch einen Tiefenrausch
- mögliche technische Probleme wie das Vereisen von Atemreglern
- unkontrollierter Luftverlust durch Beschädigung des Luftversorgungssystems
- Unterkühlung wegen eines unzureichend isolierenden Tauchanzugs.
- Gefahren durch die Umgebung, z. B. rutschige oder schwer zugängliche Einstiege, unbekannte Strömungsverhältnisse oder mangelnde Ortskenntnisse

In Tauchkursen lernt der Taucher bestimmte Verhaltensweisen und einzuhaltende Limits, die Tauchunfälle vermeiden sollen. Die Limits ergeben sich aus der Tauchmedizin und Tauchphysik.

## Versicherungen

### Deutschland

#### Gesetzliche Sozialversicherungen
In der gesetzlichen Krankenversicherung und der gesetzlichen Rentenversicherung (gesetzlichen Sozialversicherungen) bestehen keine Ausschlüsse. Behandlungskosten nach Tauchunfällen werden ebenso ohne Einschränkung übernommen wie Rentenzahlungen bei verminderter Erwerbsfähigkeit. Berufstaucher sind zudem über die gesetzliche Unfallversicherung versichert.

#### Private Versicherungen
Beim Sporttauchen gelten Ausschlüsse in vielen Versicherungsarten. So sind z. B. Dekompressionsunfälle und tauchtypische Gesundheitsschäden wie Barotraumata in der privaten Unfallversicherung ausgeschlossen. Einige Versicherer schließen diese Fälle über eine Zusatzvereinbarung jedoch mit ein. Auch bei Lebens- und Berufsunfähigkeitsversicherungen gilt Sporttauchen als Risikoerhöhung. Leistungen sind hier oft ausgeschlossen oder nur über eine Zusatzvereinbarung versicherbar. Für beruflich tätige Sporttaucher, z. B. Tauchlehrer, sind im Einzelfall besondere Ausschlüsse zu berücksichtigen.

### Schweiz
In der Schweiz gelten Tauchunfälle in der Regel als plötzlich eintretende und unvorhergesehene Ereignisse. Sie fallen damit unter die Deckung der obligatorischen Krankenversicherung (KVG) und – bei Berufstätigen – der Nichtberufsunfallversicherung (NBU).
Allerdings kann es bei Unfällen mit dem Vorwurf grober Fahrlässigkeit dazu kommen, dass sich eine Krankenkasse oder Unfallversicherung auf eine Leistungskürzung oder -verweigerung beruft. Besonders Tauchlehrpersonen und Gruppenleitende sollten deshalb prüfen, ob eine zusätzliche Haftpflicht- oder Rechtsschutzversicherung sinnvoll ist.
Die Suva stuft das Sporttauchen unterhalb von 40 Metern Wassertiefe als Risikosport ein. Rechtlich kann dies nach § 39 UVG und § 50 UVV als sogenanntes Wagnis gelten. In solchen Fällen sind Leistungskürzungen möglich. Ambitionierte Sporttauchende oder technische Tauchende wird daher empfohlen, eine ergänzende Tauchversicherung abzuschließen – etwa als Zusatzversicherung (nach VVG) oder über eine spezielle Police eines Anbieters.
Für Tauchgänge im Ausland gilt: Behandlungen in der Druckkammer oder Rücktransporte werden von den Schweizer Grundversicherungen nicht immer vollständig übernommen. Eine Tauchversicherung ist deshalb auch für Freizeit-Tauchende sinnvoll, die im In- und Ausland aktiv sind.
Für Berufstauchende gelten gesonderte Bestimmungen gemäß Arbeitsrecht und den Vorgaben der Suva.

## Tauchorganisationen
Tauchorganisationen sind Vereine, Verbände oder Unternehmen für Sport- und Berufstaucher.
Die meisten Organisationen erstellen Vorschriften und Regeln für die Tauchausbildung von Anfängern und Weiterbildungen für Fortgeschrittene, Tauchführer und Tauchlehrer (Instruktoren) an. Die Ausbildung wird durch einen Tauchschein (Brevet) nachgewiesen. Da es sich bei den Tauchscheinen um keine amtlichen Dokumente handelt, haben sie lediglich Empfehlungscharakter.
Die bekanntesten Organisationen sind entweder selbst oder über Dachverbände weltweit organisiert. Meist unterhalten sie ein Netz von Tauchbasen und Tauchschulen auf der ganzen Welt und vermitteln zudem auch Tauchreisen. Viele Tauchorganisationen sind kommerziell ausgerichtet. Während einige Tauchorganisationen ausschließlich Franchising-Verträge für Tauchbasen anbieten, erheben andere Mitgliederbeiträge und bieten damit einer Tauchschule mehr Freiheit. Eine Abgeltung kann auch pro Tauchschüler, z. B. durch den zwingenden Kauf der Lehrmittel, erfolgen. Zu den bekannten Organisationen gehören PADI und SSI. Daneben besteht aber auch die Möglichkeit, über nichtkommerziell arbeitende Vereine den Tauchschein zu erwerben. In Mitteleuropa sind vor allem die Vereine zu nennen, die sich weltweit unter dem Dachverband CMAS (für Deutschland: VDST) zusammengefunden haben. In der Schweiz nimmt der Schweizer Unterwassersport-Verband (SUSV) die koordinierende Rolle als nationaler Fachverband für Sporttauchen und Unterwassersport ein und fördert als anerkannter Dachverband die Ausbildung, Sicherheit und Interessenvertretung.